# Finnkampen 2010
Finnkampen 2010 – jubileuszowy siedemdziesiąty mecz lekkoatletyczny rozegrany pomiędzy reprezentacjami Szwecji i Finlandii, który odbył się 27 i 28 sierpnia na stadionie olimpijskim w Helsinkach. W końcowej klasyfikacji punktowej zawody zakończyły się zwycięstwem męskiej reprezentacji Finlandii wynikiem 214 do 195, a wśród kobiet lepsze były Szwedki, które pokonały Finki 226 do 182. Przez dwa dni mecz na helsińskim stadionie obserwowało w sumie 54 tys. widzów. 
Były to pierwsze zawody lekkoatletyczne przeprowadzone po remoncie obiektu. Po meczu obie ekipy krytykowały zbyt ostry kąt bieżni, szczególnie na zewnętrznych torach.

## Rezultaty

### Mężczyźni
| Konkurencja:                  | 1. miejsce                                                                      | Rezultat    | 2. miejsce                                                                         | Rezultat    | 3. miejsce        | Rezultat    |
| Bieg na 100 m                 | Jonathan Åstrand                                                                | 10.46       | Tom Kling-Baptiste                                                                 | 10.60       | Joni Rautanen     | 10.67       |
| Bieg na 200 m                 | Jonathan Åstrand                                                                | 20.83       | Nil De Oliveira                                                                    | 21.09       | Joni Rautanen     | 21.09       |
| Bieg na 400 m                 | Nil de Oliveira                                                                 | 46.98 SB    | Johan Wissman                                                                      | 47.12       | Matti Välimäki    | 47.22       |
| Bieg na 800 m                 | Joni Jaako                                                                      | 1:52.61     | Jonas Hamm                                                                         | 1:52.70     | Robin Rohlén      | 1:52.87     |
| Bieg na 1500 m                | Niclas Sandells                                                                 | 3:46.36     | Jonas Hamm                                                                         | 3:47.22     | Jonas Leandersson | 3:47.71     |
| Bieg na 5000 m                | Matti Räsänen                                                                   | 14:02.35    | Oskar Käck                                                                         | 14:02.50    | Johan Wallerstein | 14:03.58    |
| Bieg na 10000 m               | Oskar Käck                                                                      | 29:04.56    | Matti Räsänen                                                                      | 29:05.07    | Mats Granström    | 29:07.24    |
| Bieg na 110 m przez płotki    | Philip Nossmy                                                                   | 13.78       | Antti Korkealaakso                                                                 | 13.94       | Markus Vilen      | 14.19       |
| Bieg na 400 m przez płotki    | Thomas Nikitin                                                                  | 51.55       | Jussi Heikkilä                                                                     | 51.73       | Niklas Larsson    | 52.18       |
| Bieg na 3000 m z przeszkodami | Mustafa Mohamed                                                                 | 8:34.99     | Janne Ukonmaanaho                                                                  | 8:36.74     | Joonas Harjamäki  | 8:43,84     |
| Sztafeta 4 x 100 m            | Finlandia · Henri Parikka · Joni Rautanen · Jonathan Åstrand · Hannu Hämäläinen | 39.62       | Szwecja · Tom Kling-Baptiste · Alexander Nordkvist · Oskar Åberg · Nil de Oliveira | 40.17       |                   |             |
| Sztafeta 4 x 400 m            | Szwecja · Niklas Larsson · Oskar Åberg · Fredrik Johansson · Nil De Oliveira    | 3:11.46     | Finlandia · Petteri Monni · Santeri Tukia · Visa Hongisto · Matti Välimäki         | 3:11.70     |                   |             |
| Chód na 10000 m               | Andreas Gustafsson                                                              | 40:59.30 PB | Heikki Kukkonen                                                                    | 41:05.00 PB | Ato Ibáñez        | 42:38.50 SB |
| Skok wzwyż                    | Osku Torro                                                                      | 2.20        | Jussi Viita                                                                        | 2.20 SB     | Erik Sundlöf      | 2.17        |
| Skok o tyczce                 | Eemeli Salomäki                                                                 | 5,50        | Vesa Rantanen                                                                      | 5,40        | Oscar Janson      | 5,30        |
| Skok w dal                    | Michel Tornéus                                                                  | 7.95        | Roni Ollikainen                                                                    | 7.81 PB     | Tommi Evilä       | 7.79        |
| Trójskok                      | Andreas Otterling                                                               | 16.21       | Mikko Kivinen                                                                      | 15.82       | Aleksi Tammentie  | 15.60       |
| Pchnięcie kulą                | Niklas Arrhenius                                                                | 19.48       | Jimmy Nordin                                                                       | 18.52       | Robert Häggblom   | 18.16       |
| Rzut dyskiem                  | Niklas Arrhenius                                                                | 62.26       | Frantz Kruger                                                                      | 59.58       | Mikko Kyyrö       | 58,74       |
| Rzut młotem                   | Olli-Pekka Karjalainen                                                          | 76.44       | David Söderberg                                                                    | 75.63       | Tuomas Seppänen   | 74.11       |
| Rzut oszczepem                | Tero Pitkämäki                                                                  | 84.08       | Ari Mannio                                                                         | 83.48       | Teemu Wirkkala    | 80.58       |

### Kobiety
| Konkurencja:                  | 1. miejsce                                                                    | Rezultat | 2. miejsce                                                                    | Rezultat    | 3. miejsce                       | Rezultat |
| Bieg na 100 m                 | Carolina Klüft                                                                | 11.60    | Lena Berntsson                                                                | 11.73       | Emma Rienas                      | 11.76    |
| Bieg na 200 m                 | Elin Backman                                                                  | 23.98    | Moa Hjelmer                                                                   | 23.99       | Helene Bourdin                   | 24.22    |
| Bieg na 400 m                 | Helene Bourdin                                                                | 53.64    | Rebecca Högberg                                                               | 54.46       | Josefin Magnusson                | 54.69    |
| Bieg na 800 m                 | Charlotte Schönbeck                                                           | 2:03.83  | Suvi Selvenius                                                                | 2:06.34     | Mari Järvenpää                   | 2:06.45  |
| Bieg na 1500 m                | Charlotte Schönbeck                                                           | 4:20.98  | Sandra Eriksson                                                               | 4:21.64     | Mari Järvenpää                   | 4:22.97  |
| Bieg na 5000 m                | Malin Liljestedt                                                              | 16:43.38 | Minna Nummela                                                                 | 16:44.17    | Anna von Schenk                  | 16:44.85 |
| Bieg na 10000 m               | Isabellah Andersson                                                           | 33:54.50 | Anna von Schenck                                                              | 34:15.14 PB | Susanne Grimfors                 | 34:16.53 |
| Bieg na 100 m przez płotki    | Emma Tuvesson                                                                 | 13.39    | Nooralotta Neziri                                                             | 13.50       | Ida Aidanpää                     | 13.58    |
| Bieg na 400 m przez płotki    | Ilona Ranta                                                                   | 58.19    | Frida Persson                                                                 | 59.01 SB    | Emma Millard                     | 59.01    |
| Bieg na 3000 m z przeszkodami | Sandra Eriksson                                                               | 9:55.37  | Janica Mäkelä                                                                 | 10:12.45    | Minna-Mari Kangas                | 10:15.65 |
| Sztafeta 4 x 100 m            | Szwecja · Emma Rienas · Lena Berntsson · Elin Backman · Carolina Klüft        | 44.21    | Finlandia · Jasmin Showlah · Noora Hämäläinen · Sari Keskitalo · Jenna Jokela | 45.23       |                                  |          |
| Sztafeta 4 x 400 m            | Szwecja · Josefin Magnusson · Sandra Wagner · Rebecca Högberg · elene Bourdin | 3:37.48  | Finlandia · Jenniina Halkoaho · Ilona Ranta · Emma Millard · Aino Paunonen    | 3:40.26     |                                  |          |
| Chód na 5000 m                | Mari Olsson                                                                   | 23:45.60 | Anne Halkivaha                                                                | 23:57.30    | Tiina Muinonen                   | 24:29.70 |
| Skok wzwyż                    | Ebba Jungmark                                                                 | 1,83     | Maiju Mattila                                                                 | 1,80        | Anna Alexson Victoria Dronsfield | 1,77     |
| Skok o tyczce                 | Minna Nikkanen                                                                | 4.35     | Malin Dahlström Michaela Meijer                                               | 4.05        |                                  |          |
| Skok w dal                    | Carolina Klüft                                                                | 6.34     | Noora Pesola                                                                  | 6.06        | Erica Jarder                     | 5.97     |
| Trójskok                      | Elina Torro                                                                   | 12.97    | Sanna Nygård                                                                  | 12.87       | Angelica Ström                   | 12.64    |
| Pchnięcie kulą                | Helena Engman                                                                 | 17.69    | Suvi Helin                                                                    | 15.17       | Catarina Andersson               | 15.15    |
| Rzut dyskiem                  | Anna Söderberg                                                                | 58.85    | Sanna Kämäräinen                                                              | 56.14       | Tanja Komulainen                 | 55.01    |
| Rzut młotem                   | Cecilia Nilsson                                                               | 67.67    | Tracey Andersson                                                              | 67.40       | Merja Korpela                    | 66.66    |
| Rzut oszczepem                | Sanni Utriainen                                                               | 57.26 PB | Annika Petersson                                                              | 55.15       | Jelena Jaakkola                  | 53.80    |